# Wulanhada (socken i Kina, lat 39,72, long 110,32)
Wulanhada (kinesiska: 乌兰哈达, 乌兰哈达乡) är en socken i Kina. Den ligger i den autonoma regionen Inre Mongoliet, i den norra delen av landet, omkring 170 kilometer sydväst om regionhuvudstaden Hohhot.
Genomsnittlig årsnederbörd är 668 millimeter. Den regnigaste månaden är juli, med i genomsnitt 191 mm nederbörd, och den torraste är januari, med 1 mm nederbörd.